# Vítězslav Novák
Vítězslav Novák (født 5. december 1870 i Kamenice nad Lipou - død 18. juli 1949 i Skuteč i Tjekkoslovakiet) var en tjekkisk komponist.
Novák studerede på Prags Musikkonservatorium hos Antonín Dvořák (1889-1892). Novák var dybt inspireret af folkloren fra sit land og den fra Slovakiet.
Han har skrevet to symfonier, symfoniske tonedigtninge, operaer, strygekvartetter, kammermusik og klaverstykker.

## Udvalg af værker
- "Marysa - overture" (1899) – for orkester
- "Efterårssymfoni" (1934) - for orkester
- "Majsymfoni" (1945) - for orkester
- "Stormen" (1910) (kantate) - for kor
- "I Tatrabjergene" (1902) (symfonisk digtning) - for orkester
- "Mähren" (Slovakisk suite) (1903) - for orkester
- "Pan" (suite) (1910) - for klaver